# Saiha (stad)
Saiha is een census town in het district Saiha van de Indiase staat Mizoram. 

## Demografie
Volgens de Indiase volkstelling van 2001 wonen er 19.731 mensen in Saiha, waarvan 52% mannelijk en 48% vrouwelijk is. De plaats heeft een alfabetiseringsgraad van 79%. 